# Torre Hidalgo
La Torre Hidalgo, nota anche come Torre del Barbiere, si trova a Punta Ala, nel territorio comunale di Castiglione della Pescaia, a poca distanza dal porto e dal moderno abitato. La sua ubicazione è sul piccolo omonimo promontorio.

## Storia
La fortificazione venne costruita nella seconda metà del Cinquecento, più precisamente nel 1577, nel luogo dove probabilmente sorgeva una preesistente struttura per difendere il tratto costiero meridionale del Principato di Piombino da eventuali incursioni piratesche; proprio nell'area compresa tra la Torre Hidalgo e il vicino Castello di Punta Ala vi era il confine con il Granducato di Toscana.
La torre poteva comunicare a vista con la Torre degli Appiani situata sull'Isolotto dello Sparviero e con la Torre Civette situata più a nord lungo la costa, che costituivano punti di riferimento fondamentali per il sistema difensivo del principato.
Nella prima metà dell'Ottocento l'intera zona entrò a far parte del Granducato di Toscana e, così, la torre venne trasformata ed adibita ad abitazione; nella prima metà del secolo scorso fu acquistata da Italo Balbo assieme al Castello di Punta Ala.

## Descrizione
La Torre Hidalgo è immersa nella rigogliosa macchia mediterranea e si presenta a pianta quadrata, poggiante su un basamento a scarpa appena abbozzato, con le pareti intonacate a malta ove si aprono in vari punti una serie di feritoie. Nell'insieme, la struttura difensiva costiera si dispone su tre livelli.
L'accesso alla torre è possibile attraverso una semplice porta rettangolare che si apre al piano rialzato, preceduta da una caratteristica rampa di scale, tramite la quale è raggiungibile, che terminava con un piccolo ponte levatoio che originariamente dava maggiori garanzie di sicurezza nel controllare gli accessi alla torre: la conservazione del ponte levatoio costituisce un elemento saliente, essendo stato perduto in numerose torri costiere a seguito di lunghi periodi di degrado o ristrutturazioni posticce. Alla sommità della torre è presente una caditoia, che culmina nella parte alta in un campanile a vela che racchiude una piccola monofora ad arco tondo: la presenza della caditoia implementava ulteriormente il sistema difensivo della torre, vista la sua sporgenza sul lato d'accesso, proprio al di sopra della parte terminale della rampa di scale e del ponte levatoio.